# Trump Tower (Chicago)
A Trump International Hotel and Tower felhőkarcoló kondó-szálloda az illinois-i Chicago belvárosában, a Near North Side közösségi területen. Az épületet, amelyet Donald Trumpról neveztek el, Adrian Smith, a Skidmore, Owings and Merrill építésze tervezte. A Bovis Lend Lease építette a 100 emeletes épületet, amely a tornyával együtt 1388 láb (423,2 m) magas, tetőmagassága pedig 1169 láb (356 m). A Chicago folyó fő ágának szomszédságában található, kilátással a folyón átívelő hidak sorozatán túlra, a Michigan-tó bejáratára. Az épület akkor vált ismertté, amikor a The Apprentice valóságshow első évadának győztese, Bill Rancic úgy döntött, hogy a torony építésének irányítását választja a Los Angeles-i agglomerációban található Rancho Palos Verdes-i Trump National Golf Course & Resort vezetése helyett.
Trump 2001-ben bejelentette, hogy a felhőkarcoló a világ legmagasabb épülete lesz, de az ugyanebben az évben történt szeptember 11-i terrortámadások után az építészek visszavonták az épület terveit, és a tervezés többször is átalakításra került. Amikor 2009-ben elkészült, az Amerikai Egyesült Államok második legmagasabb épülete lett. Meghaladta a város John Hancock Center épületét, mint a világ legmagasabb lakóépülete (apartman vagy társasház), és rövid ideig megtartotta ezt a címet, amíg a Burdzs Kalifa elkészült.
Az épület tervezése a földszinttől kezdve kiskereskedelmi területeket, parkolóházat, hotelt és társasházakat tartalmaz. A 339 szobás hotel 2008. január 30-án korlátozott szálláslehetőségekkel és szolgáltatásokkal nyitotta meg kapuit, majd április 28-án teljes körű szálláslehetőségekkel és szolgáltatásokkal. Az épületet 2008 végén, az építkezés 2009-ben fejezték be. 2024-ben, hat évig tartó pereskedés után, a Trump Tower hűtővíz-bevezető rendszerét illinois-i törvényeket sértő „közrendet sértő magatartásnak” minősítették, mivel az épület a Chicago folyóra néz, és ezzel veszélyezteti a folyó védelmét szolgáló állami környezetvédelmi törvényeket.

## Fordítás
- Ez a szócikk részben vagy egészben  a   Trump International Hotel and Tower (Chicago) című angol Wikipédia-szócikk ezen változatának fordításán alapul.  Az eredeti cikk szerkesztőit annak laptörténete sorolja fel. Ez a jelzés csupán a megfogalmazás eredetét és a szerzői jogokat jelzi, nem szolgál a cikkben szereplő információk forrásmegjelöléseként.